# Arthur (Or the Decline and Fall of the British Empire)
Pour les articles homonymes, voir Arthur.
Albums de The Kinks
The Kinks Are the Village Green Preservation Society
(1968) Lola versus Powerman and the Moneygoround, Part One
(1970)
Singles
1. Drivin'
Sortie : 20 juin 1969
2. Shangri-La
Sortie : 12 septembre 1969
3. Victoria
Sortie : 15 octobre 1969

Arthur or the Decline and Fall of the British Empire est le septième album studio du groupe de rock britannique The Kinks. Il est sorti en octobre 1969.
Il s'agit d'un album-concept dont le protagoniste est un petit employé anglais dont la vie couvre la première moitié du XXe siècle, du règne de Victoria aux années 1960. Arrivé à la fin de sa vie, Arthur voit son fils Derek partir en Australie dans l'espoir d'une vie meilleure et il se demande s'il a fait les bons choix dans sa propre vie.
À l'origine, Arthur (Or the Decline and Fall of the British Empire) doit servir de bande originale à un téléfilm dont le scénario est coécrit par Ray Davies, le leader des Kinks, et l'écrivain Julian Mitchell (en). Le projet de téléfilm est rapidement abandonné et seul l'album voit le jour. Il est enregistré par les Kinks en l'espace de deux mois, entre mai et juillet 1969, aux studios Pye de Londres. C'est le premier album du groupe avec le bassiste John Dalton, qui remplace le membre fondateur Pete Quaife.
À sa sortie, l'album est unanimement salué par la critique, en particulier la presse rock américaine. En revanche, les ventes n'ont rien d'exceptionnel, même si le single Victoria marque le retour des Kinks dans le hit-parade américain après trois ans d'absence. Ce regain de forme après l'échec commercial de The Kinks Are the Village Green Preservation Society annonce le succès de Lola versus Powerman and the Moneygoround, Part One et de la chanson Lola, qui se classe dans le Top 5 des deux côtés de l'Atlantique en 1970.

## Histoire

### Contexte

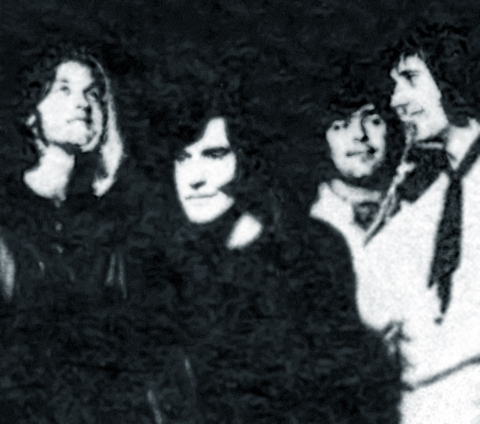
Les Kinks en 1969 : Dave Davies, Ray Davies, John Dalton et Mick Avory

Au début du mois de janvier 1969, la compagnie de production britannique Granada Television entre en contact avec Ray Davies pour lui proposer de développer un téléfilm ou une pièce filmée avec l'écrivain Julian Mitchell (en). La bande originale de ce programme « expérimental » est censée être réalisée par les Kinks et paraître en 33 tours au même moment. Le groupe se trouve alors dans une situation difficile après l'échec commercial de l'album The Kinks Are the Village Green Preservation Society et du single Plastic Man, sans compter le départ du bassiste Pete Quaife. Ce dernier refuse toute collaboration ultérieure avec le groupe. Pour le remplacer, Ray Davies fait appel à John Dalton, qui a déjà brièvement suppléé Quaife pendant quelques mois en 1966.
Le 11 avril, Ray Davies se rend aux studios United Recording de Los Angeles pour produire l'album des The Turtles Turtle Soup, avec l'ingénieur du son Chuck Britz. Durant son séjour aux États-Unis, il participe aux négociations avec la Fédération américaine des musiciens pour mettre un terme à l'interdiction de jouer sur le sol américain qui pèse sur les Kinks depuis 1965. Ces négociations sont couronnées de succès et permettant au groupe d'envisager une tournée outre-Atlantique. Une fois la majeure partie du disque des Turtles enregistrée, Davies rentre en Angleterre. En son absence, les Kinks ont répété pour le futur album, ainsi que pour un projet d'album solo du guitariste Dave Davies. Au retour de Ray Davies, les Kinks se réunissent dans sa demeure à Borehamwood, dans le Hertfordshire, pour des répétitions supplémentaires.

### Enregistrement
L'enregistrement de Arthur (Or the Decline and Fall of the British Empire) commence le 1er mai 1969 avec les chansons Drivin', prévue comme le prochain single des Kinks, et Mindless Child of Motherhood, une composition de Dave Davies qui termine en face B de Drivin'. À partir du 5 mai, les quatre musiciens entament quinze jours de travail intensif qui leur permet d'élaborer une version préparatoire de l'intégralité de l'album. Cette phase est interrompue par un voyage au Liban le 17 mai pour trois concerts à l'hôtel Melkart de Beyrouth. Les séances reprennent dès le lendemain de leur retour et se poursuivent jusqu'à la fin du mois. Le mixage commence au début du mois de juin, en même temps que l'ajout des cordes supervisé par Lew Warburton. Durant le reste du mois de juin, les Kinks donnent quelques concerts en Angleterre et mettent les dernières touches à l'album solo de Dave Davies, qui n'est finalement jamais publié.
En parallèle, Ray Davies et Julian Mitchell progressent dans l'écriture du téléfilm pour Granada, tandis qu'un communiqué de presse annonce la sortie de l'album pour la fin du mois de juillet. Le projet de téléfilm se concrétise avec l'arrivée du réalisateur Leslie Woodhead (en). Le tournage est censé commencer début septembre pour une diffusion à la fin du mois, mais les dates-butoirs sont constamment repoussées, ce qui empêche les Kinks de se consacrer à la finition de l'album. Sa parution est finalement fixée au 10 octobre et les quatre musiciens se préparent pour une tournée américaine devant commencer le 17,. Le casting du téléfilm est achevé, le chef décorateur Roy Stonehouse est engagé et le tournage doit désormais commencer le 1er décembre, mais le projet est annulé à la dernière minute, le producteur n'ayant pu rassembler les fonds nécessaires. Davies et Mitchell sont furieux d'avoir travaillé une année entière pour rien, mais ils ne peuvent rien y faire.

### Parution et accueil
En juin 1969, alors que les séances d'enregistrement sont presque achevées, Pye Records publie le 45 tours Drivin’ / Mindless Child of Motherhood. Ce premier single pilote est un échec commercial : c'est la première fois depuis leur percée en 1964 qu'un disque des Kinks ne parvient pas à entrer au hit-parade britannique. Un second single, Shangri-La, paraît en septembre et rencontre le même sort, ce qui n'annonce rien de bon pour l'album.
Arthur (Or the Decline and Fall of the British Empire) paraît au Royaume-Uni et aux États-Unis le 10 octobre 1969, en mono et en stéréo. Le label américain des Kinks, Reprise Records, élabore une vaste campagne de promotion, avec notamment un pack God Save the Kinks comprenant un guide des albums du groupe, un sachet d'« herbe » provenant du « village vert du pays des Davies », et un disque intitulé Then, Now and Inbetween. La campagne est officiellement lancée le 3 juillet, lors d'une réunion entre Ray Davies et les directeurs de Reprise à Burbank. Reprise envisage également de répandre de fausses accusations de possession de cannabis et de fraude fiscale afin de donner une allure de « hors-la-loi » aux Kinks. Cette idée, qualifiée de « folle » par Ray Davies, est finalement abandonnée, mais le dossier de presse pour la sortie d’Arthur en reprend quelques éléments.
Aux États-Unis, le premier single tiré de l'album est Victoria, avec Brainwashed en face B. Il sort la même semaine que l'album et rencontre un certain succès, se classant 62e dans le Hot 100 établi par le magazine Billboard. Il s'agit de la meilleure position pour le groupe depuis 1966 et l'apparition dans le Top 20 de Sunny Afternoon. Le succès du single outre-Atlantique entraîne sa parution au Royaume-Uni, avec Mr. Churchill Says en face B ; il s'y classe no 30 des ventes. L'album lui-même rencontre un succès commercial modéré aux États-Unis ; il se classe 105e du Billboard 200, une position que les Kinks n'ont plus atteinte depuis 1965. En revanche, il n'entre pas dans le classement des meilleures ventes au Royaume-Uni.
Arthur (Or the Decline and Fall of the British Empire) est encensé à sa sortie, notamment dans la presse rock américaine. Il est favorablement comparé avec d'autres albums contemporains, notamment Tommy des Who, sorti plus tôt la même année. Il fait l'objet de la section principale de Rolling Stone, avec une double critique par Mike Daly et Greil Marcus. Pour Daly, Arthur est « un chef-d'œuvre à tous points de vue ; l'heure de gloire de Ray Davies, le pinacle de la carrière des Kinks. Marcus loue également le disque : « moins ambitieux que Tommy, et bien plus musical [...] Arthur est assurément le meilleur album britannique de 1969. Il prouve que Pete Townshend a encore des mondes à conquérir et que les Beatles ont un sacré retard à rattraper ». Dans le magazine bostonien Fusion, Sal Imam affirme que « si Tommy était le meilleur opéra-rock, alors Arthur est à coup sûr la meilleure comédie musicale-rock. Dans The Village Voice, Robert Christgau donne une opinion positive sur le disque, qui présente « une musique et une production excellentes » malgré les paroles « parfois prêcheuses » de Ray Davies.
Le Royaume-Uni réserve un accueil moins enthousiaste à l'album, mais dans l'ensemble les critiques y sont également favorables. Pour Disc & Music Echo, « Arthur fonctionne comme une bande originale complète parce qu'il est basique, simple et plaisant d'écoute, et suscite de puissantes images ». Melody Maker rejoint Mike Daly en qualifiant l'album d'« heure de gloire de Ray Davies », ajoutant qu'il est « superbement britannique jusqu'à l'os ».

### Postérité
Les critiques rétrospectives de l'album sont généralement positives. Pour AllMusic, Stephen Thomas Erlewine décrit Arthur comme « l'un des albums-concept les plus efficaces de l'histoire du rock, ainsi que l'un des meilleurs et des plus influents disques de pop britanniques de son époque ». Dans Stylus, Matt Golden voit en lui « le meilleur opéra-rock de tous les temps » En 1999, le magazine Switch inclut Arthur dans sa liste des « 100 meilleurs albums du XXe siècle », et en 2003, Mojo l'inclut dans sa liste des « 50 albums les plus excentriques. Il est également cité dans l'ouvrage de référence de Robert Dimery Les 1001 albums qu'il faut avoir écoutés dans sa vie.

## Caractéristiques artistiques

### Paroles et musique

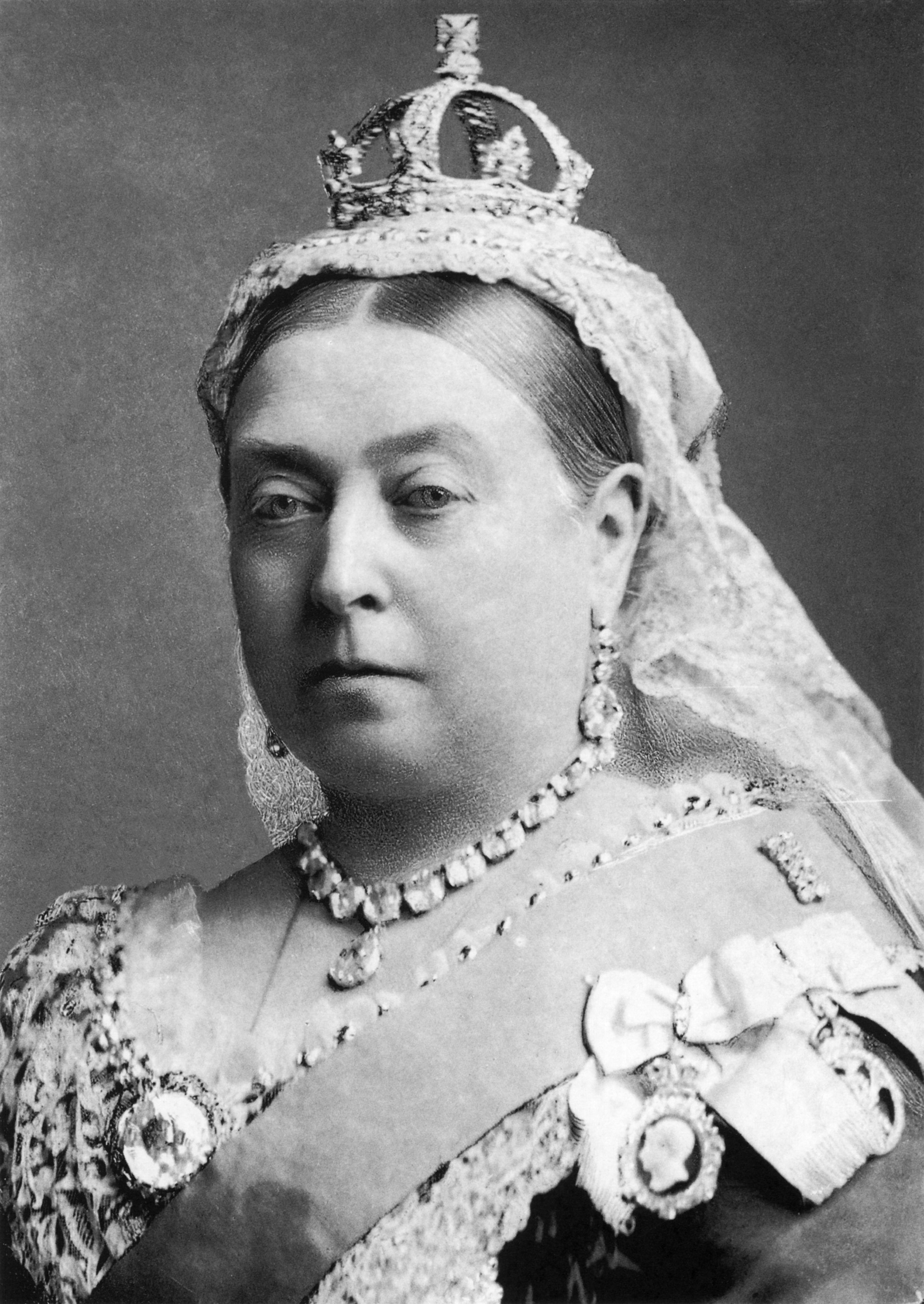
La reine Victoria donne son nom à la première chanson de l'album.

La trame de l'album s'inspire en partie de l'histoire de la sœur aînée des Davies, Rose, qui émigre en Australie en 1964 avec son mari, Arthur Anning. Son départ bouleverse Ray Davies et lui inspire la chanson Rosie Won't You Please Come Home, parue en 1966 sur l'album Face to Face. Le personnage principal de l'album, Arthur Morgan (basé sur Arthur Anning), est un poseur de moquette qui peine à faire vivre sa famille dans l'Angleterre d'après-guerre,. Julian Mitchell détaille le récit et les personnages dans le livret de l'album :

« Arthur Morgan [...] vit dans la banlieue de Londres, dans une maison appelée Shangri-La, avec un jardin et une voiture et une femme qui s'appelle Rose et un fils qui s'appelle Derek et qui a épousé Liz, et ils ont deux beaux enfants, Terry et Marilyn. Derek, Liz, Terry et Marilyn émigrent pour l'Australie. Arthur avait un autre fils, qui s'appelait Eddie. Il portait le nom du frère d'Arthur, tué pendant la bataille de la Somme. L'Eddie d'Arthur a été tué, lui aussi, en Corée. »

Dans son autobiographie X-Ray, Ray Davies écrit qu'Arthur Anning « m'a dit [par la suite] qu'il [...] savait qu'il [l'album] était en partie inspiré par lui [...] [il] lui rappelait la maison [...] j'ai dit à Arthur que je me sentais coupable de l'avoir utilisé comme sujet d'une chanson, mais il a ignoré mes excuses et m'a dit qu'il était flatté. Les chansons décrivent l'Angleterre de jadis, telle qu'Arthur l'a connue (Shangri-La, Young and Innocent Days), la mort de son frère durant la Première Guerre mondiale (Some Mother's Son) et la résolution des Britanniques pendant la Seconde (Mr. Churchill Says), la promesse d'une vie meilleure pour son fils en Australie (Australia), l'existence superficielle et vide qu'il mène dans sa maison (Shangri-La),,.

### Pochette et livret
Bob Lawrie est l'auteur de la pochette d’Arthur. L'album contient un encart représentant la reine Victoria, avec les paroles au verso. Le texte du livret de l'édition britannique est rédigé par Geoffrey Cannon et Julian Mitchell ; dans l'édition américaine, un texte de John Mendelssohn remplace celui de Cannon.

## Fiche technique

### Chansons

#### Album original
Toutes les chansons sont écrites et composées par Ray Davies, sauf mention contraire.
| 1. | Victoria          | 3:40 |
| 2. | Yes Sir, No Sir   | 3:46 |
| 3. | Some Mother's Son | 3:25 |
| 4. | Drivin' (en)      | 3:21 |
| 5. | Brainwashed       | 2:34 |
| 6. | Australia (en)    | 6:46 |

| 7.  | Shangri-La                              | 5:20 |
| 8.  | Mr. Churchill Says (en)                 | 4:42 |
| 9.  | She's Bought a Hat Like Princess Marina | 3:07 |
| 10. | Young and Innocent Days                 | 3:21 |
| 11. | Nothing to Say                          | 3:08 |
| 12. | Arthur                                  | 5:27 |

#### Rééditions
Arthur (Or the Decline and Fall of the British Empire) est réédité par Castle en 1998 avec dix titres bonus, qui figurent également sur la réédition parue chez Sanctuary Records en 2004.
| 13. | Plastic Man (single paru en mars 1969)                  |             | 3:04 |
| 14. | King Kong (face B du single Plastic Man)                |             | 3:23 |
| 15. | Drivin' (version single)                                |             | 3:12 |
| 16. | Mindless Child of Motherhood (face B du single Drivin') | Dave Davies | 3:16 |
| 17. | This Man He Weeps Tonight (face B du single Shangri-La) | Dave Davies | 2:42 |
| 18. | Plastic Man (version stéréo)                            |             | 3:02 |
| 19. | Mindless Child of Motherhood (version stéréo)           | Dave Davies | 3:10 |
| 20. | This Man He Weeps Tonight (version stéréo)              | Dave Davies | 2:40 |
| 21. | She's Bought a Hat Like Princess Marina (version mono)  |             | 3:07 |
| 22. | Mr. Shoemaker's Daughter (inédit)                       | Dave Davies | 3:06 |

En 2011, Sanctuary publie une réédition de luxe de Arthur (Or the Decline and Fall of the British Empire). Le premier CD présente l'album en mono et le deuxième en stéréo. Chacun d'eux propose des pistes bonus.
| 13. | Plastic Man                                                  |             | 3:04 |
| 14. | This Man He Weeps Tonight                                    | Dave Davies | 2:43 |
| 15. | Mindless Child of Motherhood                                 | Dave Davies | 3:09 |
| 16. | Creeping Jean (face B du single de Dave Davies Hold My Hand) | Dave Davies | 3:19 |
| 17. | Lincoln County (single de Dave Davies sorti en juin 1968)    | Dave Davies | 3:13 |
| 18. | Hold My Hand (single de Dave Davies sorti en janvier 1969)   | Dave Davies | 3:21 |
| 19. | Victoria (version enregistrée pour la BBC)                   |             | 3:36 |
| 20. | Mr. Churchill Says (version enregistrée pour la BBC)         |             | 3:38 |
| 21. | Arthur (version enregistrée pour la BBC)                     |             | 3:16 |

| 13. | Plastic Man                          |             | 3:03 |
| 14. | This Man He Weeps Tonight            | Dave Davies | 2:39 |
| 15. | Drivin' (version stéréo alternative) |             | 3:16 |
| 16. | Mindless Child of Motherhood         | Dave Davies | 3:10 |
| 17. | Hold My Hand                         | Dave Davies | 3:15 |
| 18. | Lincoln County                       | Dave Davies | 3:23 |
| 19. | Mr. Shoemaker's Daughter             | Dave Davies | 3:07 |
| 20. | Mr. Reporter                         |             | 3:36 |
| 21. | Shangri-La (version instrumentale)   |             | 5:28 |

### Interprètes
- Ray Davies : chant, guitare rythmique, clavecin, piano, chœurs
- Dave Davies : guitare solo, chœurs, chant
- John Dalton : basse, chœurs
- Mick Avory : batterie, percussions

### Équipe de production
- Ray Davies : production
- Andrew Hendriksen : ingénieur du son
- Brian Humphries : ingénieur du son sur Drivin'
- Lew Warburton : arrangements des cordes et des cuivres
- Bob Lawrie : illustrations
- Austin Sneller : « testeur »